# 自助洗衣店

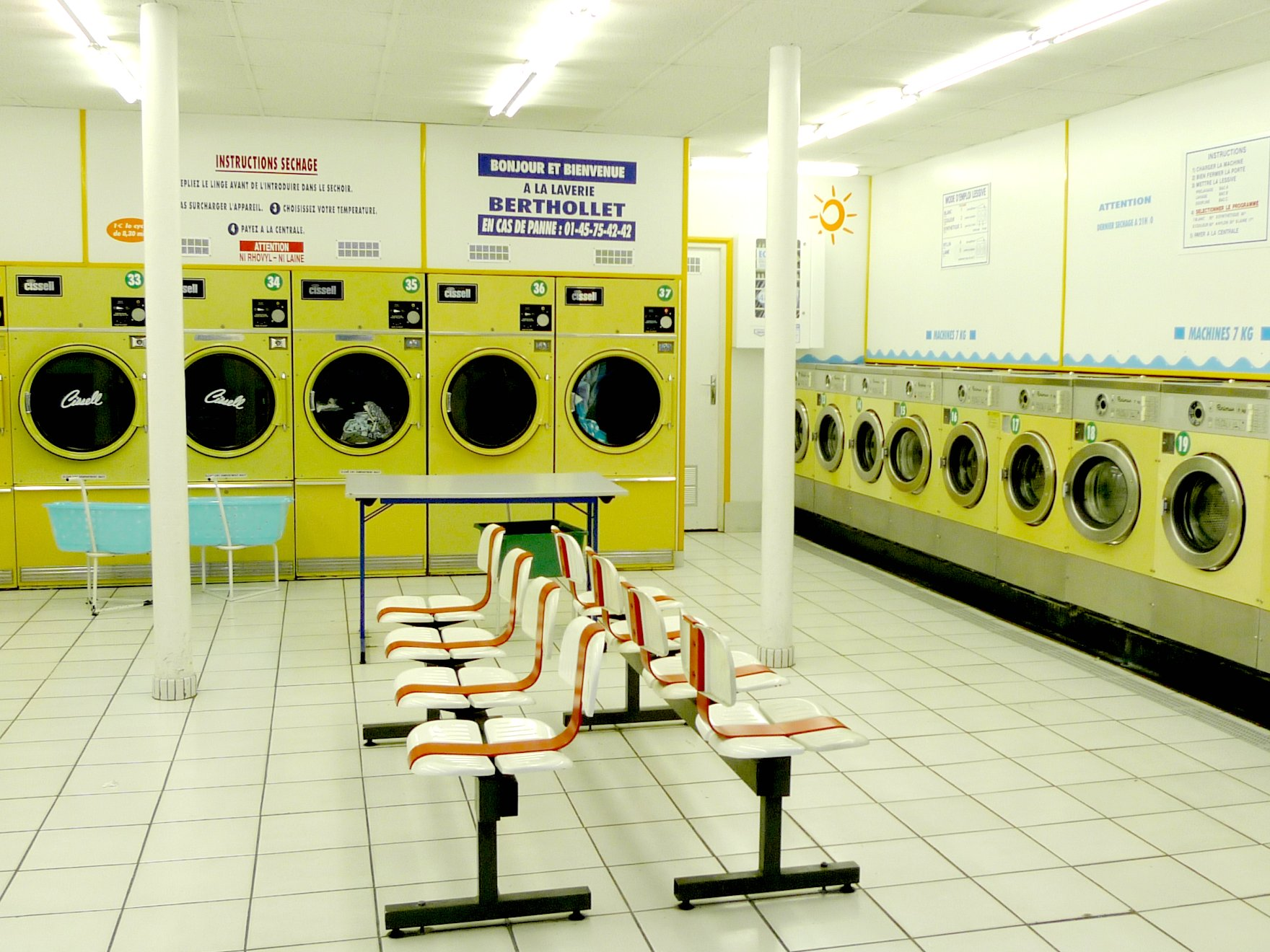
法國巴黎的自助洗衣店

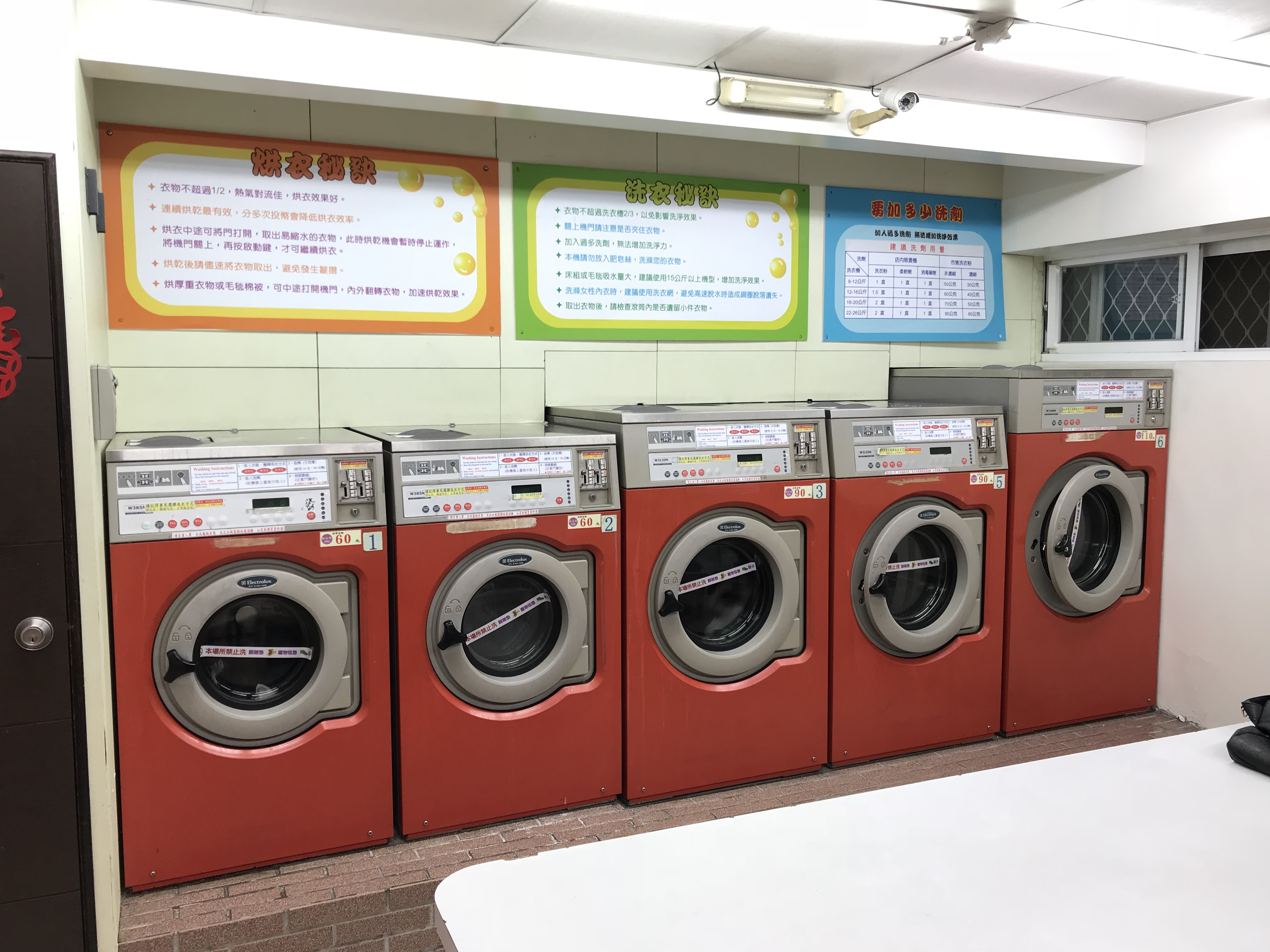
台灣台北市自助洗衣

自助洗衣店（英文：Self-service laundry）是提供自助洗衣及乾衣等服務的商店。

## 簡介
傳統的洗衣店，是由店家幫客戶清洗衣服，但由於價格較高，因此大多是高單價的貴重衣物等才會交由洗衣店代為清洗。而在一些地方，如宿舍、旅館等地的居住者有洗衣的需求，但因種種因素無法自己洗衣，因此自助洗衣店就應運而生。大多數自助洗衣店採無人式經營，少部份會駐有人員。
在香港，樓價高企導致小型單位2010年代湧現，難以擺設洗衣機及乾衣機，造就價錢較便宜的自助洗衣店逐漸普及。

## 設備
自助洗衣店內通常有下列設備：
- 洗衣機：通常為投幣式，有直立式或滾筒式等種類。
- 乾衣機：也通常是投幣式，大多為滾筒式。
- 脫水機：通常給自己手洗衣物者脫水用，但現今大多數洗衣機已具備脫水功能，因此並非每個自助洗衣店都有。
- 自動販賣機：販售洗衣粉或其他商品。
- 桌椅：供客戶等候衣服時使用。
- 兌幣機：供客人將紙鈔兌換成硬幣。
- 近年的自助洗衣店都接受使用儲值卡、信用卡及其他電子貨幣繳費，傳統的投幣式已經式微。
- 智能快遞櫃：由於自助洗衣店通常是24小時開放，成為速遞公司設置自助寄件及取件服務的站點。